# 作表機

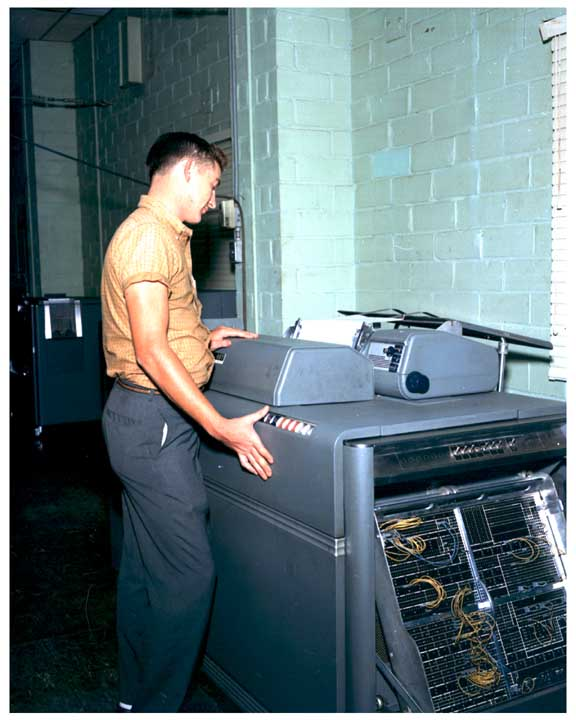
IBM 407会計機（レッドストーン兵器廠で）

作表機（さくひょうき、英語: tabulating machine）は、会計機 (accounting machine) とも称され、データ処理に電子計算機を用いる以前に、パンチカードを用いたパンチカードシステムのみで処理した時期に、その最終工程で分類されたカードを読んで小計・総計を計算して作表し、結果を印刷する機械であった。ハーマン・ホレリスが発明し、1890年の米国国勢調査のデータ処理で初めて使用された。その後コンピュータが普及するまでデータ処理に広く使われた。

## 名称
英語の「タビュレーティングマシン」（Tabulating machineまたはTabulator）は狭義では「作表機」（または会計機）であるが、カード穿孔機、カード検孔機、カード分類機、作表機など全体を製造・販売した会社が一般にタビュレーティング・マシン会社（米国会社、英国会社など）と呼ばれたため、英語で広義には「パンチカードシステム機器全体」を意味することもあって、まぎらわしいので広義ではユニット・レコード機器 (Unit record equipment) の語がよく使われる。

## 1890年の国勢調査

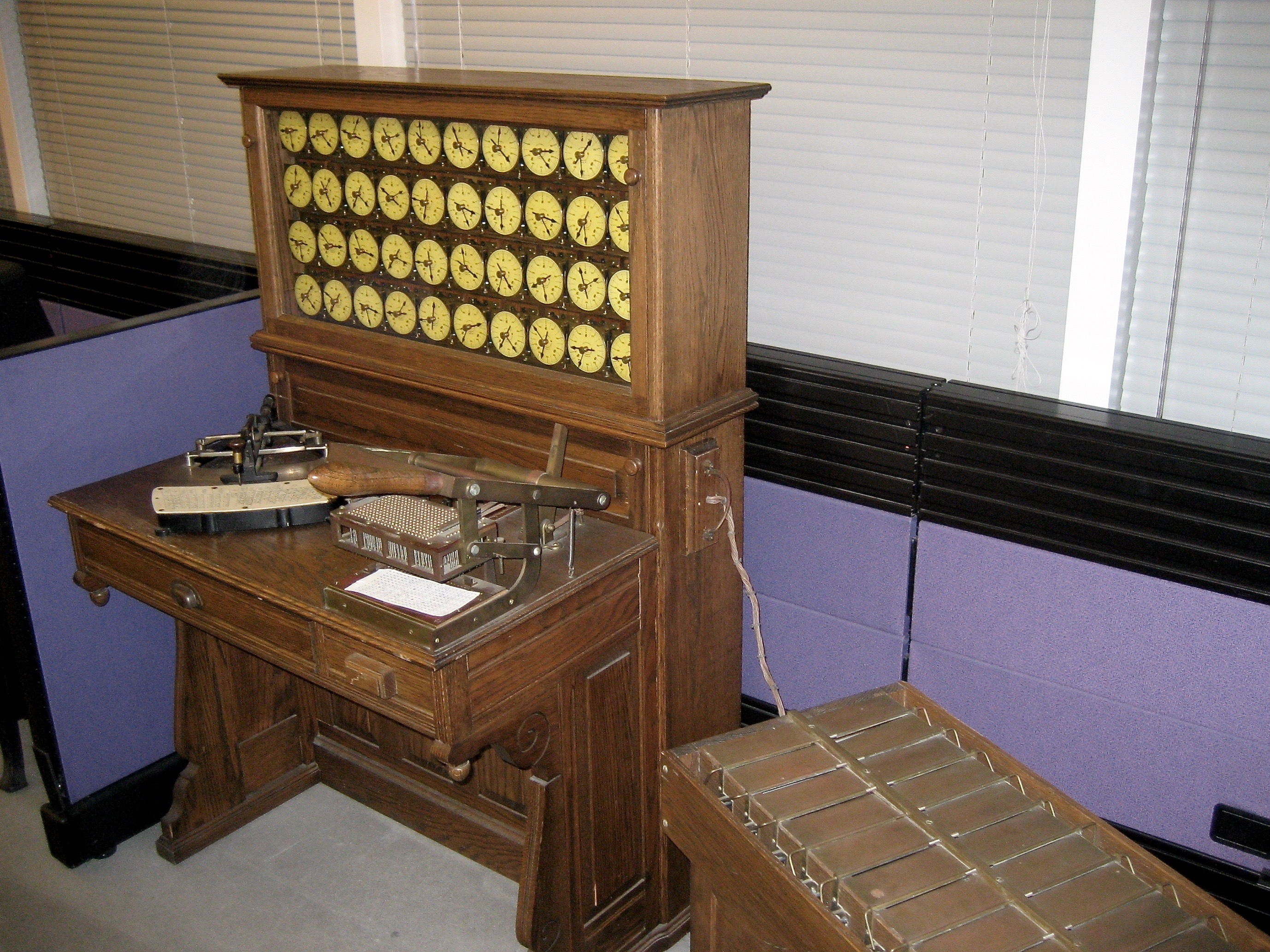
コンピュータ歴史博物館にあるホレリスのタビュレーティングマシンとソータ (1890)

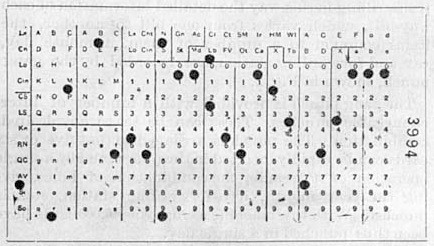
ホレリスのパンチカード

1880年の国勢調査は集計に7年を費やし、結果が出たときには既に時代遅れの数値と言わざるを得なかった。1880年から1890年にかけての移民などを原因とするアメリカ合衆国の急速な人口増加により、1890年の国勢調査は約13年かかると予測された。アメリカ合衆国憲法は国勢調査の数値を元に州ごとの課税配分と連邦議会の州ごとの定数を決定することを要求していたため、もっと素早く集計する方法が必要とされた。
この目的のため、1880年代末ごろ、パンチカードはホレリスにより発明された。発想の元は直接には、鉄道の切符において、車掌が切符に穴を開ける位置によって情報を付与していた（例えば、目的地、旅客の年齢など）ところからである。同様のものは機械制御用として以前から存在しており（例えば、オートマタ、ピアノロール、ジャカード織機など）たとえばピアノロールは「楽曲のデータ」を、ジャカード織機のそれは「布の柄のデータ」を記録しているものと見ることもできるが、それをデータ処理に利用したのがホレリスの発明と言える。ホレリスは紙が絶縁体として機能し、穴の開いたところだけ電気を通すことができると気づいた。当初紙テープを試してみたが、最終的にパンチカードに到達した。当初はホレリスカードと称された。
ホレリスは丸い穴を12行24桁の格子状に開けるパンチカードを採用した。彼の機械は継電器（とソレノイド）を使って機械式カウンタをインクリメントする。バネ付きの針金がカード読み取り機の上部に並んでいる。カードは水銀のプール群の上にセットされ、各プールはカード上の各穴の位置にある。針金をカードに押し付けると、穴のある位置では針金が水銀のプールに浸り、電気回路が形成される。その結果がカウンター（計数器）に送られ、ベルを鳴らしてカードが読み取られたことを操作者に知らせる。
タビュレータには40個のカウンタがあり、それぞれ100個の目盛りがついたダイヤルでカウントを示す。ダイヤルには2本の針があり、1本はカウントアップするたびに動き、もう一本は前者が一周するごとにカウントアップする。そのため、カウンタは最大10,000までカウント可能である。カウンタにはパンチカードの特定の穴を対応させることができ、継電器による一種の論理回路を使って一連の穴の組み合わせをカウントさせることもできる。
既婚の女性をカウントするなどである。カード格納部が複数あって、読み取った情報に従って一箇所のカード格納部の蓋が開き、読み取ったカードが落とし込まれる。
ホレリスの技法（カードとタビュレーティングマシンとキーパンチ機）は1890年の国勢調査で採用された。カードには、年齢、住居種別、性別などの情報がコード化されて格納される。事務員は集められた情報をカード上にパンチすることができた。1890年の国勢調査は予定より数カ月早く18ヶ月で完了し、その期間内に二重チェックも行われた。予算より遥かに少ない金額で済んだ。

## その後の国勢調査とIBM
この技術が会計や在庫管理に利用できることは明らかだった。ホレリスは1896年、タビュレーティング・マシン社 (Tabulating Machine Company, TMC) を立ち上げた。同年、Hollerith Integrating Tabulator を発売。これは単に穴を数えるだけでなく、数値を穴の列で符号化し、それを累算していくことができる機械である。パンチカードの読み取りは従来と同じ水銀を使ったものだった。1900年に発売した Hollerith Automatic Feed Tabulator は自動カードフィード機構を備え、1900年の国勢調査に採用された。しかし1901年、国勢調査局の長官ロバート・ポーターは大統領が代わることに伴って局を去り、イギリスへ帰国することとなった。ちなみにポーターはイギリスでブリティッシュ・タビュレーティング・マシン社を設立。これが後のICT（さらに後にはICL）となった。国勢調査局の新長官とホレリスの関係はうまくいかず、国勢調査局はジェームズ・ルグラン・パワーズという技術者を雇ってタビュレーティングマシンの改良を行わせた。パワーズはタビュレーティングマシンに印刷機能をつける改良を行い、やがてパワーズ会計機会社を創立した。
プラグボードは1906年の Type 1 で導入された。1911年、ホレリスの会社を含む4社が合併しコンピューティング・タビュレーティング・レコーディング・コーポレーション (Computing-Tabulating-Recording Corporation, C-T-R) となった。1920年代には印字機能つきのタビュレータ、プラグボードを着脱可能なタビュレータが登場。1924年、CTRはインターナショナル・ビジネス・マシンズ (IBM) と改称。IBMはタビュレーティングマシンの改良を進めていった。
1950年代に電子式コンピュータが製品化されてからもタビュレーティングマシンは広く使われ続けた。なお、パワーズ会計機も1927年にレミントンランドに買収され、スペリーによる買収を経て現在のユニシスに至る。
タビュレーティングマシンの用途の多くは、IBM 1401 などのコンピュータに置き換えられていった。FARGOとRPGというプログラミング言語は、そのような移行のために開発された。タビュレータの制御パネル（プラグボード）はマシンサイクルに基づいているので、FARGOとRPGはマシンサイクルの記法をエミュレートしており、プログラミング教材はプラグボードと言語のコーディングシートの関係を示していた。

## 操作

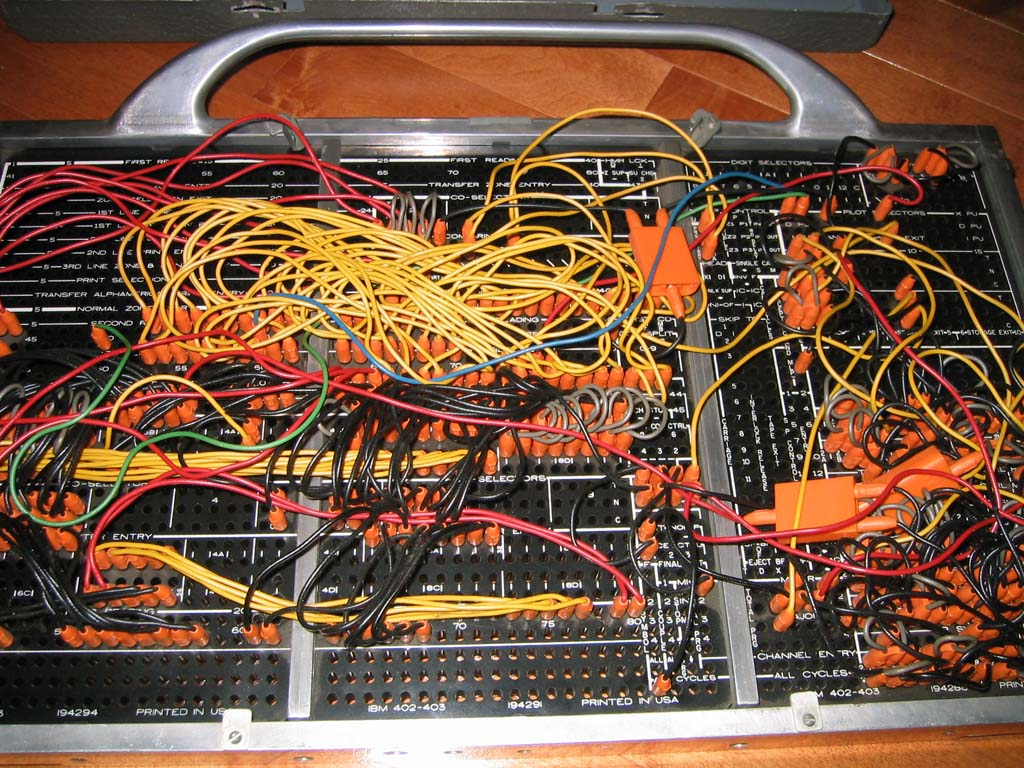
IBM 402会計機のコントロール・パネル

会計機の操作は、プラグボードでワイヤリングすることによって行われた。
基本的な形態では、作表機は一度に1枚のカードを読み取り、カードの一部 (フィールド) をファンフォールド紙に印刷し、場合によっては並べ替えて、カードにパンチングされた1つまたは複数の数字をアキュムレータと呼ばれる1つまたは複数のカウンタに追加する。初期のモデルでは、合計を取得するために、カードの実行後にアキュムレータレジスタのダイヤルを手動で読み取っていた。以降のモデルでは、合計を直接印刷することができる。特定のパンチを持つカードは、異なる動作を引き起こすマスターカードとして扱われる可能性がある。顧客マスターカードは、購入した個々のアイテムを記録するソートされたカードとマージできる。請求書を作成するために作表機で読み取られると、請求先住所と顧客番号がマスターカードから印刷され、次に購入された個々のアイテムとその価格が印刷される。次のマスターカードが検出されると、合計価格がアキュムレータから印刷され、通常はキャリッジコントロールテープを使用して、ページが次のページの上部に排出される。
パンチカード処理の連続した段階やサイクルでは、十分な装置があれば、かなり複雑な計算が可能であった。現代のデータ処理用語では、各ステージをSQL句と考えることができる。情報を集める SELECT(フィルタ列)、次に絞り込むWHERE(フィルタカード、または行」)、次に合計とカウントのGROUP BY、次にソートのSORT BY、そして必要に応じて別のSELECTとWHEREのサイクルにそれらをフィードバックすることができる。人間のオペレータは、各段階で様々なカードデッキを取り出し、ロードし、保存しなければならなかった。

## いくつかの作表機
前身のタビュレーティング・マシーン・カンパニー（TMC）の機種も含めて、IBM会計機（長方形穴の80欄カード使用）には次のような機種があった。
- 最初のTMC会計機の読取り速度は毎分150枚。[11]
- TMC Type IV（後にIBM 301）
- IBM 401 (1933年)
- IBM 405 (1934年)
- IBM 402 & 403 (1948年)
- IBM 407 (1949年) - 日本でも広く使われ、印刷技術は後にIBM 700/7000シリーズのIBM 716プリンターにも使われた。
- IBM 421 (1960年代)

など
前身のレミントンランドの機種も含めて、UNIVAC作表機（丸穴の90欄カード使用）には次の機種があった。
- Remington Rand 409 (1949年)
- UNIVAC 60作表機 (1952年)
- UNIVAC 120作表機 (1953年)
- UNIVAC 1004作表機 (1962年)

など
この他に、パワーズ会計機会社（Powers Accounting Machine、後にUNIVACへ合併）、英国作表機会社（British Tabulating Machine Company、後にICLへ合併）、東芝、富士通なども作表機を出していた。

## その他
「スーパーコンピューティング」は1931年にニューヨークワールド紙がIBMがコロンビア大学へ納入した大型特製タビュレータを指して初めて用いた。